# Ixalotriton parvus
El tlaconete enano Ixalotriton parvus, en inglés "dwarf false brook salamander", es un anfibio caudado de la familia Plethodontidae. Es una especie endémica de Oaxaca y Chiapas en México.

## Clasificación y descripción de la especie
Es una salamandra de la familia Plethodontidae del orden Caudata. Es de talla pequeña, alcanza una longitud de 4 cm. La longitud de su cola es casi igual a la longitud del cuerpo y las extremidades son relativamente pequeñas. Su dorso es de gris a café oscuro, teniendo algunas veces una banda dorsal de color café o crema. La cola tiene algunas manchas o puntos de color liquen.

## Distribución de la especie
Endémica de México, se conoce solo para el sureste de Oaxaca y suroeste de Chiapas para el Cerro Baúl.

## Hábitat
Vive dentro de bromelias en bosque mesófilo de montaña entre 1,500 y 1,900 m s. n. m. 1,2

## Estado de conservación
Se considera como Amenazada (Norma Oficial Mexicana 059) y en Peligro Crítico en la Lista Roja de la UICN.